# Daphne Deckers
Daphne Deckers (Nimega, 10 novembre 1968) è una modella, scrittrice, conduttrice televisiva e attrice olandese.
Nota per aver condotto un'edizione del Grande Fratello olandese e le trasmissioni Holland's Next Top Model e Benelux' Next Top Model.
Dal 1999 è sposata con l'ex tennista Richard Krajicek, con cui ha avuto due figli.